# Aeschynomene pinetorum
Aeschynomene pinetorum är en ärtväxtart som beskrevs av Townshend Stith Brandegee. Aeschynomene pinetorum ingår i släktet Aeschynomene och familjen ärtväxter. Inga underarter finns listade i Catalogue of Life.